# 津潍烟高速铁路
津潍烟高速铁路，由津潍高速铁路和潍烟高速铁路组成，是一条部分建设中的连接中华人民共和国天津市、山东省潍坊市与烟台市的高速铁路，是八纵八横高速铁路主通道之一沿海通道的重要组成部分和环渤海南岸高铁通道，其中津潍段还是京沪第二通道的重要组成部分。潍烟段已于2024年10月21日通车。

## 津潍段
津潍高速铁路自天津枢纽滨海站引出，经天津市滨海新区大港、南港工业区、大港油田及北大港湿地自然保护区进入河北省，经沧州市黄骅市、海兴县上跨漳卫新河后进入山东省，经德州市庆云县，滨州市无棣县、阳信县、滨城区，东营市利津县、东营区、广饶县，潍坊市寿光市、寒亭区引入济青高铁潍坊北站。全长约348.499公里，设站10座，分别为滨海站、滨海东站、滨海南站、黄骅北站、海兴西站、无棣站、滨州站、东营南站、寿光东站、潍坊北站。铁路等级为高速铁路，双线，设计速度为时速350公里。
为实现铁路互联互通，项目还将同步建设津潍高铁至济南联络线150.7公里，至津秦高速铁路、京滨城际铁路、济青高铁等联络线共约33公里。新建滨海西站动车运用所及东营南站、潍坊北站等存车场。项目总投资1145.4亿元，建设工期为5年。
2020年7月31日，新建天津至潍坊（烟台）铁路天津至潍坊段环境影响评价公众参与第一次信息公示。
2022年1月10日，津潍高铁可行性研究报告正式获国家发改委批复。5月1日，由于项目名称及建设单位发生变化，津潍高铁环境影响评价第一次信息补充公告。5月15日，环评第二次公示。7月27日，津潍高铁环境影响报告书获生态环境部批复。9月15日，国家铁路集团与天津市、河北省和山东省政府联合批复津潍高铁初步设计。10月31日，津潍高铁东营黄河公铁大桥正式开工。11月6日，天津段开工建设。
2023年7月13日，天津至潍坊高速铁路寿光段先期开工点正式开工建设。8月14日，津潍高铁天津段首榀箱梁在太沙路制梁场成功浇筑。11月23日，全线首榀箱梁成功架设。
2024年1月18日，津潍高铁全线唯一隧道，全长约6.7公里的津沽海河隧道超大直径盾构机“津城一号”顺利始发，津冀地区开挖直径最大、掘进距离最长的高铁盾构隧道正式开始掘进。
2024年12月27日，津潍宿高速铁路有限公司在天津自贸区成立，负责统筹推动津潍高铁、潍宿高铁的工程建设、资产经营管理和投融资等工作。

### 车站
| 站名         | 中心里程 | 位置   | 位置   | 连接铁路     |
| ------------ | -------- | ------ | ------ | ------------ |
| 滨海站       | 0        | 天津市 | 天津市 | 京津城际铁路 |
| 大港东线路所 | 32.438   | 天津市 | 天津市 |              |
| 滨海东站     | 38.600   | 天津市 | 天津市 |              |
| 滨海南站     | 58.950   | 天津市 | 天津市 |              |
| 黄骅北站     | 100.325  | 河北省 | 沧州市 |              |
| 前苗村线路所 | 104.148  | 河北省 | 沧州市 |              |
| 海兴西站     | 130.870  | 河北省 | 沧州市 |              |
| 无棣站       | 176.360  | 山东省 | 滨州市 |              |
| 滨州站       | 224.505  | 山东省 | 滨州市 | 济滨城际铁路 |
| 东营南站     | 273.678  | 山东省 | 东营市 |              |
| 寿光东站     | 343.410  | 山东省 | 潍坊市 |              |
| 黄埠村线路所 | 372.082  | 山东省 |        |              |
| 潍坊北站     | 376.351  | 山东省 | 潍坊市 | 济青高速铁路 |

## 潍烟段
潍烟高速铁路位于山东省东北部连接潍坊市与烟台市。由昌邑站至芝罘站，新建贯通正线线路长度236.452千米（其中潍坊市境内19.17千米，青岛市境内13.95千米，烟台市境内203.33千米），设9座车站，设计速度350公里/时。

### 历史
2020年6月29日，山东省发展改革委正式批复了潍坊至烟台铁路可研报告。9月10日，项目建设动员大会在烟台举行。10月31日，潍烟高铁开工动员大会在济南举行，标志着潍烟高速铁路正式开工建设。
2021年6月26日，潍烟段开始架设箱梁。11月26日，潍烟段最大跨度连续梁顺利合龙。12月6日，全线首条隧道向阳隧道顺利贯通。
2022年4月8日，潍烟段全线最大跨度悬臂浇筑连续梁合龙。4月22日，潍烟高铁接触网第一杆成功组立，“四电”系统集成工程正式开工。7月13日，潍烟铁路首座大跨度连续梁转体成功。9月16日，潍烟铁路全线最长隧道，灵山隧道顺利贯通，至此全线共8座隧道，已全部贯通完毕。11月23日，潍烟高铁烟台上行联络线特大桥、潍烟左线跨青烟直通线特大桥上跨青荣城际青烟直通线，两座万吨级T构连续梁同步转体成功。
2023年4月23日，潍烟高铁全线箱梁架设完成。6月30日，潍烟高铁正式进入全线铺轨阶段。9月1日，潍烟高铁蓬莱至芝罘段开始铺轨。9月21日，全线铺轨贯通。
2024年6月28日，中国国家铁路集团有限公司发布《关于新建潍坊至烟台铁路等有关名称的通知》，确定潍烟高铁各站站名。同年7月13日，潍烟高铁开始联调联试。
2024年10月18日，潍烟高铁10月21日及以后的部分车次开始售票。10月19日，国铁集团正式宣布潍烟高铁将于10月21日开通运营。